# Acacia dermatophylla
Acacia dermatophylla é uma espécie de leguminosa do gênero Acacia, pertencente à família Fabaceae.